# Noorderstraat 9 (Noordbroek)
De Oldambster boerderij aan de Noorderstraat 9  in de Groningse plaats Noordbroek werd in 1802 gebouwd en is erkend als rijksmonument.

## Beschrijving
Al in de 18e eeuw is er sprake van een boerderij op dit perceel. In 1789 kocht Eppo Harms Buitenman de boerderij van zijn moeder en van zuster. De huidige boerderij, van het Oldambster type, werd door hem in 1802 gebouwd. Net als bij de schuin aan de overzijde gelegen boerderij op nr. 4 helt het zadeldak van de woning sterker dan het zadeldak van de schuur. Bij de krimp tussen woonhuis en schuur steekt de muur van de schuur uit boven het dak van het woonhuis. De schuur is waarschijnlijk omstreeks 1860 vergroot. De voorgevel aan de oostzijde heeft vier ramen aan de onderzijde, daarboven een rij muurankers en daar weer boven een dubbele rij kleinere ramen in de geveltop. De ingang van de boerderij bevindt zich aan de zuidzijde van het woonhuis naast het schuurgedeelte. In het karnhuis van de boerderij hebben twee grafstenen gelegen, waarvan één uit 1627 van het graf van Fiebo Febens (of Sebens), kerkvoogd van Noordbroek.